# ئی‌دی‌اف انرژی
ئی‌دی‌اف انرژی (انگلیسی: EDF Energy) شرکت برق فرانسوی است، که در سال ۲۰۰۲ توسط شرکت الکتریسیته دو فرانس تأسیس شد.